# 장선수
장선수(張仙壽, ?~?)는 발해의 관료이다.

## 생애
발해 문왕 시기에 10차 발해사로서 778년에는 일본에 파견되었다.
일본 사신 고마노 도노쓰구(高麗殿嗣)와 함께 일본으로 향해 778년 9월, 에치젠국(越前國)에 도착해 일본에서의 정월 신년 축하 의례에 참석했으며 2월에 일본에서 받은 국서와 선물을 가지고 발해로 귀국했다.

## 참고 자료
- 『続日本紀』5　新日本古典文学大系16　岩波書店、1998年
- 宇治谷孟『続日本紀 （下）』講談社〈講談社学術文庫〉、1995年